# 兵庫県立但馬ドーム

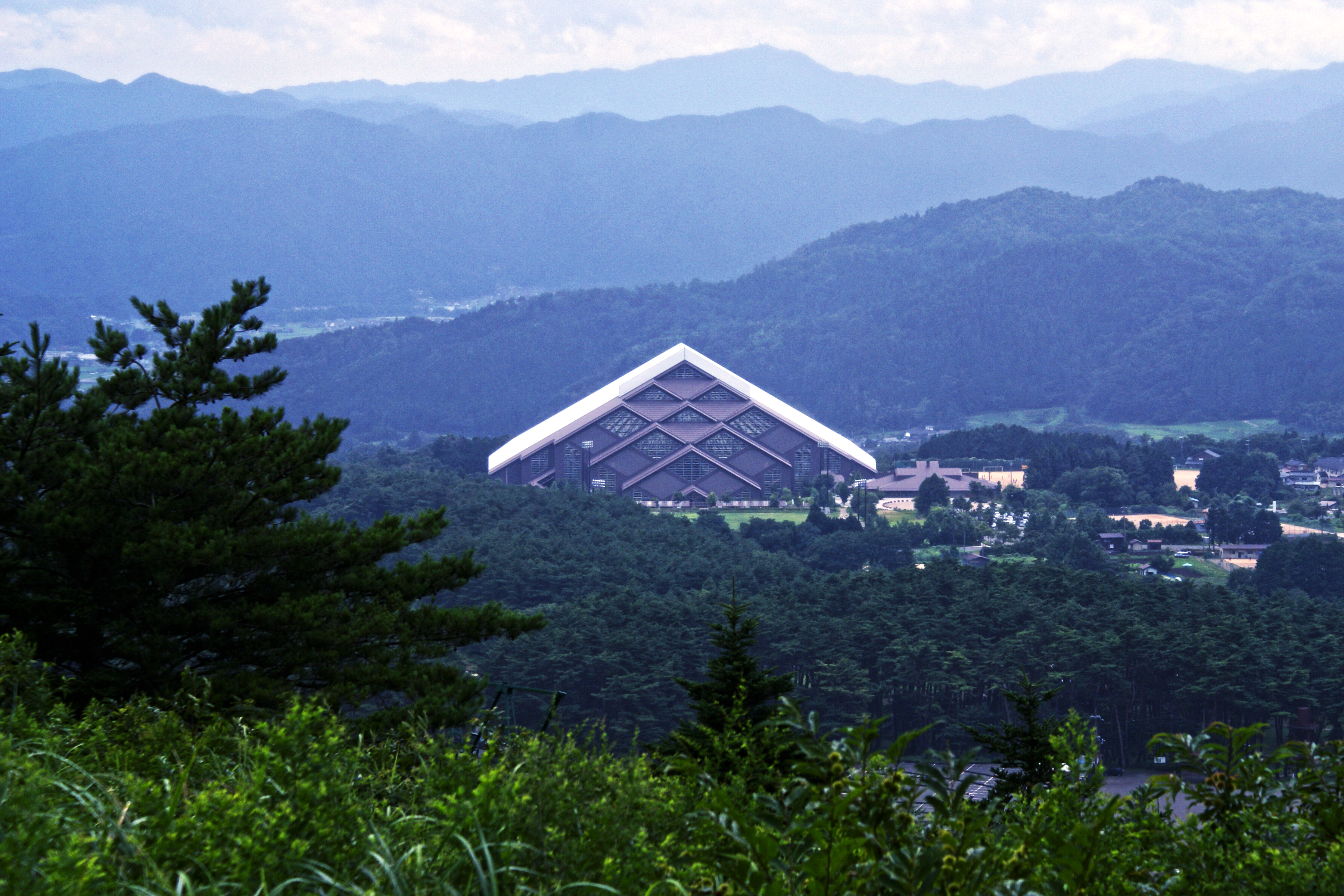
遠景。神鍋山山頂より望む

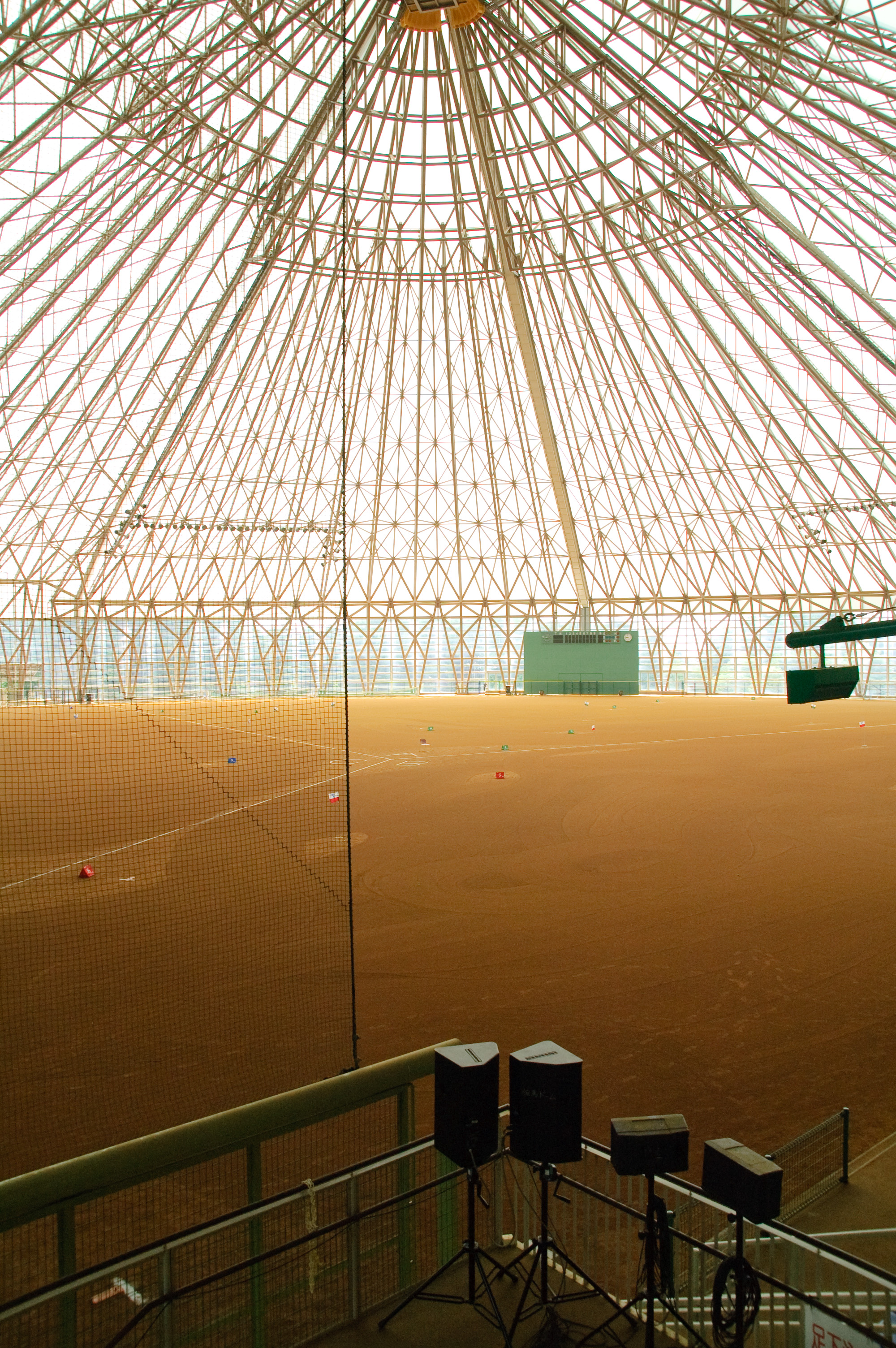
ドーム棟内部

兵庫県立但馬ドーム （ひょうごけんりつたじまドーム）は、多目的ドームを主体とするスポーツ施設。兵庫県豊岡市の神鍋高原にある。
開閉式屋根を装備した最大収容人員9,700人の全天候型ドームと、屋外グラウンド3面等からなる。なお、同施設は毎年8月に開催される兵庫神鍋高原マラソン全国大会の発着点となっている。
2016年4月1日より全但バス・神姫バスの共同事業体が命名権を取得し、「全但バス但馬ドーム（ぜんたんバスたじまドーム）」の名称となる。契約期間は3年間。

## 施設概要
2000年にはグッドデザイン賞を受賞。
ドームの本体であるドーム棟を兵庫県が所有し、管理事務所棟とグランド施設を豊岡市が所有する。その施設全体を公益社団法人兵庫県勤労福祉協会・全但バス・神姫バス・日本管財で構成される共同企業体が指定管理者として受託し、維持管理や運営を行っている。
- 設計 - 仙田満+環境デザイン研究所、大建設計
- 施工 - 三菱重工業
- 竣工 - 1998年
- 建築面積 - 20,737m2
- 延床面積 - 23,236m2
- 構造
  - ドーム棟 - S、RC、地下1階　地上3階
  - コミュニティ棟 - S、地上1階
- 駐車場 - 乗用車160台、バス6台
- 所在地 - 〒669-5379　兵庫県豊岡市日高町名色88-50
- バリアフリー設備あり（一部 乳幼児対応設備なし）[4]

### ドーム棟
- 建築面積 - 20,494.08m2
- 開閉式屋根（旋回ピン中心旋回スライド方式）、テフロンテント（南側）と金属板（北側）
- 最高天井高 - 59.81m
- 最大収容人員 - 9,700人、固定席：1,196席（可動式・8分割可・ヒーティングシート仕様）
- グラウンド - 面積：14,000m2 、仕様：真砂土
- 用途別面積など[5]
  - 野球：両翼91.5m センター115.8m（電動昇降式マウンド。スコアボード兼バックスクリーンは、幅14.4m 高さ8m。設計強度上、硬式野球の使用には制限がある）
  - ソフトボール：2面（野球外野部一部共用）
  - サッカー：1面（105m×68m）
  - ハンドボール：5面（20m×40m）（フットサル兼用）
  - テニス：12面
  - グラウンド・ゴルフ：3面（標準コース）
  - ゲートボール：21面（15m×20m）
  - 陸上競技：200mトラック・110m直線
- 用途 - 上記用途のほか、音楽イベント、フリーマーケット等
- 照明/音響 - 照明により平均500ルクス以上の照度。メインスピーカー方式及び可動席スピーカー
- 施設
  - トレーニング室 - 140m2
  - 多目的室 - 70m1（40人）
  - 選手控室 - 70m1（40人）

### センター棟
- 延床面積 - 1,139.72m2
- 主な施設
  - 暖炉
  - エントランスホール
  - レストラン（50席）
  - 会議室（48人）
  - ロッカー室
  - シャワー室（3室 19基）
  - 事務室等

### 野外施設
- 天然芝生グラウンド（157m×90m、ナイター設備あり）
  - ラグビーコート1面（100m×70m）
  - サッカーコート1面（105m×68m）
- 環境発見遊具（木造屋根付遊具、全長56.7m）
- 憩いのスペース（林の広場・緑の広場・ファミリー広場）
- 林間ランニングコース 約1,400m（せせらぎの径）等

## 交通
- 高速道路：北近畿豊岡自動車道・日高神鍋高原IC[6]
- 空港：コウノトリ但馬空港からタクシー約30分
- 公共交通：JR江原駅から 全但バス神鍋高原行き「名色」下車
- 全但バス（特急）：阪急三番街高速バスターミナル発、神戸・県庁前発、その他

## 周辺情報
- 蘇武岳
- 阿瀬渓谷
- 神鍋高原・神鍋山・神鍋渓谷
- 植村直己記念スポーツ公園・植村直己冒険館（体験型施設）
- 道の駅神鍋高原・神鍋温泉かんなべ湯の森「ゆとろぎ」（日帰り入浴施設）
- 複数のキャンプ場・レジャー施設・スキー場・温泉施設など[7]。